# Christoph Busch (Hörspielautor)
Christoph Busch (* 1946 in Brilon) ist ein deutscher Hörspiel- und Drehbuchautor und Fotograf.

## Leben
Busch begann nach dem Besuch des Humanistischen Gymnasiums Paulinum in Münster ein Jurastudium, das er 1967 abbrach. Er begann zu fotografieren, drehte Filme in den Formaten Super8 und 16 mm (interACT!on wurde bei dem internationalen Wettbewerb in Oberhausen gezeigt), arbeitete Anfang der 1970er Jahre als Taxifahrer in Münster und als Antiquitätenhändler und engagierte sich in Umweltgruppen.
Ab 1988 verfasste er Hörspiele und Drehbücher für Fernsehfilme und -serien. Seit 1990 lebt er aus Autor und Fotograf in Hamburg. Sein Hörspiel Mein wunderbares Schattenspiel (mit Peter Steinbach) wurde im November 1995 Hörspiel des Monats und erhielt den Europäischen Hörspielpreis premios ondas. Ebenfalls mit Steinbach schrieb er das Drehbuch zu Margarethe von Trottas Film Jahrestage (nach dem Roman von Uwe Johnson) und war hierfür für den Deutschen Fernsehpreis nominiert.

## Filmografie
Drehbuch:
- 1993: Heisse Spur, Fernsehserie, 8 Folgen, Regie Manfred Bölk
- 1996: alphateam – Die Lebensretter im OP: Gefährliche Fracht und Findelkind, Fernsehserie
- 1996: Für immer und immer, Fernsehfilm, Regie Hark Bohm
- 1996: Die indische Ärztin 3 (mit Peter Steinbach), Regie Jo Baier
- 1997: Sperling und das Spiel gegen alle (mit Rolf Basedow)
- 1997: Stubbe – Von Fall zu Fall; Folge: Stubbe und die Seherin (mit Ralf Hoppe)
- 1999: Jahrestage nach dem Roman von Uwe Johnson (mit Peter Steinbach), Regie Margarethe von Trotta
- 2000: Das letzte Versteck nach dem Roman Die Reise von Ida Fink, Regie Pierre Koralnik
- 2002: Der Puppengräber nach dem Roman von Petra Hammesfahr
- 2004: Leben mit Leo, Kinofilm nach dem Roman von Emmy Herzog
- 2004: Emmy – Ich hab’ nie einen Liebeskummer gehabt, Dokumentarfilm
- 2005: Sperling und das seidene Netz

## Hörspiele
Autor:
- 1995: Mit Co-Autor Peter Steinbach: Mein wunderbares Schattenspiel (6 Teile) – Regie: Holger Rink (Original-Hörspiel – WDR)
- 1. Teil: Kino ist das wahre Leben
- 2. Teil: Freud und Leid wird Wirklichkeit
- 3. Teil: Kraft durch Freckenhorst
- 4. Teil: Schokolade ist gut, Pralinen sind besser
- 5. Teil: Die weite Welt frei Haus
- 6. Teil: Gut Licht, gut Ton und volle Kassen
  - Auszeichnungen: Hörspiel des Monats November 1995 und Internationaler Radiopreis Premios Ondas 1996

Bearbeitung (Wort):
- 2002: Clara Ratzka: Familie Brake – Regie: Georg Bühren (Hörspielbearbeitung – WDR)
- 2005: Robert Schneider: Kristus (4 Teile) – Regie: Jörg Schlüter (Hörspielbearbeitung – WDR)
- 2010: Gerald Kersh: Ouvertüre um Mitternacht – Regie: Petra Feldhoff (Hörspielbearbeitung, Kriminalhörspiel – WDR)
- 2012: Linus Reichlin: Er – Regie: Jörg Schlüter (Hörspielbearbeitung – WDR)

## Quelle
- Stadt Münster: „Du bist Provinz“ – Die Künstler: Christoph Busch